# Miss You Love
Miss You Love è un singolo del gruppo musicale australiano Silverchair, pubblicato nel 1999 ed estratto dall'album Neon Ballroom.
Il brano è stato scritto da Daniel Johns.

## Tracce
- CD (AUS)

1. Miss You Love
2. Wasted
3. Fix Me
4. Minor Threat
5. Ana's Song (Open Fire) (live video)

- CD (Europa)

1. Miss You Love
2. Wasted
3. Fix Me
4. Minor Threat

1. ↑  (EN) ARIA Charts - Accreditations - 2020 Singles, su aria.com.au, Australian Recording Industry Association. URL consultato il 24 giugno 2020.